# Scopula gianellaria
Scopula gianellaria är en fjärilsart som beskrevs av Turati 1905. Scopula gianellaria ingår i släktet Scopula och familjen mätare. Inga underarter finns listade.